# Bartwal
Bartwal là một họ của người Garhwali ở Bắc Ấn Độ.
Bartwal chủ yếu được sử dụng ở Bang Uttarakhand, họ là kshtriya rajput và được tin rằng có nguồn gốc từ bang Rajasthan, Madhya Pradesh và Gujarat.
Đa số người mang họ Bartwal sống ở quận Tehri, Rudrapryag và Chamoli của Uttarakhand.